# عقاب العجرمي
عقاب بركات محمد العجرمي (1955 - 8 أغسطس 1978) هو شاعر أردني، نظم قصائده على طريقة الشعر النبطي. أجاد عزف الربابة، فقام بتسجيل قصائده بأشرطة وهو يعزف على الربابة. انتحر بعد تخرّجه من الجامعة الاردنية وهو في الثانية والعشرين من عمره، كان قد أحب فتاة في الجامعة معه، لكنه لم يستطع الزواج منها. شرب كأساً من السم وكتب وصيته. أصبحت قصته من التراث الشعبي في منطقته، وباتت تُعزف قصائده في الجلسات البدوية. تعتبر قصيدته «حمام ياللي تزعج الصوت باللحون» إحدى أشهر قصائده، كان قد كتبها قبل انتحاره بشهر.